# Alfred Heurteaux

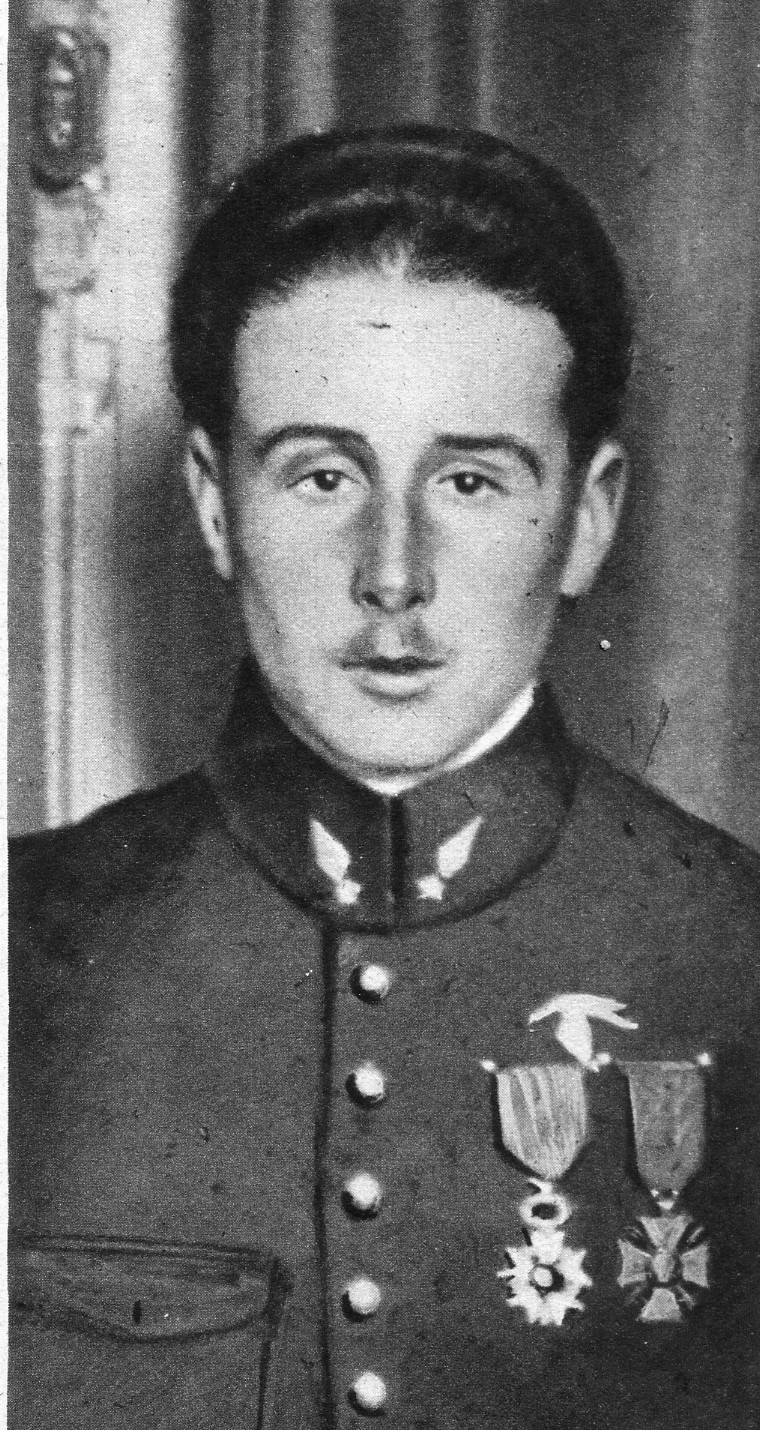
Alfred Heurteaux, um 1917

Alfred Marie Joseph Heurteaux (* 20. Mai 1893 in Nantes; † 30. Dezember 1985 in Chantilly) war ein französischer Offizier und im Ersten Weltkrieg Jagdflieger.

## Leben
Heurteaux wurde als Sohn eines Offiziers geboren und besuchte ab Oktober 1912 die Militärschule Saint-Cyr.
Bei Ausbruch des Ersten Weltkrieges kam er als Unterleutnant zum 9. Husarenregiment. Der durch eine deutsche Ulanenlanze verwundete Heurteaux wurde wegen Tapferkeit vor dem Feind bereits am 23. August belobigt. Am 6. Dezember kam Heurteaux zum Aviation Militaire, wo er zunächst als Beobachter bei der Escadrille MS 26 eingesetzt war. Er legte am 17. April 1915 seine Pilotenprüfung ab und erzielte im Monat darauf seinen ersten Luftsieg.
Am 7. Juni 1917 kam er zur Escadrille des Cigognes (erst N3 dann SPA3), wo er sich neben Georges Guynemer und René Fonck zu einem der erfolgreichsten Jagdflieger entwickelte.
Im November 1916 wurde er zum Staffelführer ernannt. Mit seiner Nieuport 16, die mit zwei Lewis-MG ausgerüstet war, erzielte er 21 bestätigte und weitere 13 unbestätigte Luftsiege. Am 25. November 1916 schoss er den erfolgreichen deutschen Jagdflieger und Ritter des Pour le Mérite Kurt Wintgens ab, der es bereits auf 18 bestätigte Luftsiege gebracht hatte.
Heurteaux wurde zweimal verwundet. Am 5. Mai 1917 an der Hand und am Bein und am 3. September 1917 traf es ihn so schwer am linken Schenkel, dass er nicht mehr frontfähig war. Er wurde 1916 zum Ritter, 1917 zum Offizier der Ehrenlegion ernannt und mit dem Croix de guerre ausgezeichnet.
1919 wurde Heurteaux als Hauptmann wegen seiner Kriegsverletzungen deaktiviert und betätigte sich bis 1924 als Abgeordneter des Départements Seine-et-Oise als Linksrepublikaner im patriotischen Block „Chambre Bleu Horizon“.
Anschließend betätigte er sich in der Automobilindustrie und wurde Manager bei Ford in den USA, danach bei General Motors in Europa und schließlich bei Renault in Frankreich.
Heurteaux betätigte sich aktiv in der Bewegung der Kriegsveteranen und führte die „Association nationale des As de 14-18“, danach die „Association des officiers de réserve de l’Armée de l’air“. Er blieb auch als Reserveoffizier tätig, wurde 1931 zum Commandant, 1935 zum Oberstleutnant befördert und 1936 mit dem Kommandeurkreuz der Ehrenlegion ausgezeichnet. In dieser Zeit wurde er reaktiviert und arbeitete als Inspekteur der Jagdflieger.
Nach der französischen Niederlage im Zweiten Weltkrieg 1940 deaktiviert, schloss sich Alfred Heurteaux zunächst dem Vichy-Regime an, aber kam durch seine Kontakte bald in Berührung mit der Résistance, wurde inhaftiert und in Deutschland von Gefängnis zu Gefängnis verlegt. Düsseldorf, Hannover, Berlin und Potsdam waren Stationen seiner Odyssee, die erst am 13. März 1945 mit dem Aufstand im KZ Buchenwald endete, wo ihn die Alliierten am 11. April befreiten.
Nach seiner Rückkehr von der Deportation wurde er rückwirkend bis 1942 zum Oberst der Reserve und am 5. Juli 1945 zum Brigadegeneral befördert. 1956 zeichnete man Heurteaux mit dem Großkreuz der Ehrenlegion aus.
Zurück im Zivilleben war er als Ingenieur und technischer Berater tätig.